# Aphanistes eupterotes
Aphanistes eupterotes är en stekelart som beskrevs av Joseph Augustine Cushman 1937. Aphanistes eupterotes ingår i släktet Aphanistes och familjen brokparasitsteklar. Inga underarter finns listade i Catalogue of Life.